# 侯瀠
侯瀠，陝西興安州人。清朝軍事人物，武進士及第，官至浙江提督。

## 生平
康熙四十二年（1703年）一甲第三名武進士（探花）。康熙五十八年（1719年），出任福建督標中軍副將。康熙六十年（1721年），升廣東潮州鎮總兵官。任內曾於雍正二年（1724年）署廣東碣石鎮總兵官，雍正七年（1729年）升浙江提督。